# دنیاهایی جدا افتاده (فیلم ۲۰۰۸)
دنیاهایی جدا افتاده (به دانمارکی: To verdener) یا یک دنیا فاصله (به انگلیسی: Worlds Apart) فیلمی محصول سال ۲۰۰۸ و به کارگردانی نیلز آردن اوپلو است. در این فیلم بازیگرانی همچون پیلو اسبک، ینس یورن اسپوتی، آندرس برتلسن و شرلوته فیک ایفای نقش کرده‌اند.